# Kreis Wernigerode
| Basisdaten                                | Basisdaten                                               |
| ----------------------------------------- | -------------------------------------------------------- |
| Bezirk der DDR                            | Magdeburg                                                |
| Kreisstadt                                | Wernigerode                                              |
| Fläche                                    | 772 km² (1989)                                           |
| Einwohner                                 | 103.072 (1989)                                           |
| Bevölkerungsdichte                        | 134 Einwohner/km² (1989)                                 |
| Kfz-Kennzeichen                           | H und M (1953–1990) HX und MX (1974–1990) WR (1991–1994) |
|                                           |                                                          |
| Der Kreis Wernigerode im Bezirk Magdeburg |                                                          |

Der Kreis Wernigerode war der südlichste Kreis des DDR-Bezirks Magdeburg. Ab 1990 bestand er als Landkreis Wernigerode im Land Sachsen-Anhalt fort. Sein Gebiet gehört heute zum Landkreis Harz in Sachsen-Anhalt. Der Sitz der Kreisverwaltung befand sich in Wernigerode.

## Geographie
Der Kreis Wernigerode grenzte im Uhrzeigersinn im Norden beginnend an die (Land-)Kreise Halberstadt, Quedlinburg, Nordhausen und Goslar.

## Geschichte
Bei der Kreisreform am 1. Juli 1950 wurde der Kreis Wernigerode aus dem zur DDR gehörenden Teil des Landkreises Blankenburg (ohne die Gemeinden Allrode und Timmenrode) und etlichen Gemeinden des Landkreises Wernigerode gebildet. Am 1. Januar 1957 wechselten die Gemeinden Heudeber, Langeln und Wasserleben aus dem Kreis Halberstadt in den Kreis Wernigerode.
Am 17. Mai 1990 wurde der Kreis in Landkreis Wernigerode umbenannt. Anlässlich der Deutschen Wiedervereinigung wurde der Landkreis dem Land Sachsen-Anhalt zugesprochen. Am 1. Juli 2007 ging er im neuen Landkreis Harz auf.

## Städte und Gemeinden
Dem Kreis Wernigerode gehörten seit 1957 die folgenden Städte und Gemeinden an:
| - Abbenrode - Altenbrak - Benneckenstein - Benzingerode - Blankenburg, Stadt - Börnecke - Cattenstedt - Darlingerode - Derenburg, Stadt | - Drübeck - Elbingerode, Stadt - Elend - Hasselfelde, Stadt - Heimburg - Heudeber - Hüttenrode - Ilsenburg - Königshütte | - Langeln - Minsleben - Reddeber - Rübeland - Schierke - Schmatzfeld - Silstedt - Sorge - Stapelburg | - Stiege - Tanne - Trautenstein - Treseburg - Veckenstedt - Wasserleben - Wernigerode, Stadt - Wienrode |

## Kfz-Kennzeichen
Den Kraftfahrzeugen (mit Ausnahme der Motorräder) und Anhängern wurden von etwa 1974 bis Ende 1990 dreibuchstabige Unterscheidungszeichen, die mit den Buchstabenpaaren HX und MX begannen, zugewiesen. Die letzte für Motorräder genutzte Kennzeichenserie war HX 00-01 bis HX 30-00.
Anfang 1991 erhielt der Landkreis das Unterscheidungszeichen WR.